# Real Zaragoza 1957-1958
Questa voce raccoglie le informazioni riguardanti il Real Zaragoza nelle competizioni ufficiali della stagione 1957-1958.

## Rosa
| N. |                   | Ruolo | Calciatore               |
| -- | ----------------- | ----- | ------------------------ |
|    | Spagna (bandiera) | P     | Pedro De Las Heras       |
|    | Spagna (bandiera) | P     | Enrique Yarza            |
|    | Spagna (bandiera) | P     | Benito Joanet            |
|    | Spagna (bandiera) | D     | Ignacio Alustiza         |
|    | Spagna (bandiera) | D     | Manuel Torres            |
|    | Spagna (bandiera) | D     | Julio Bernad             |
|    | Spagna (bandiera) | D     | José Aznar               |
|    | Spagna (bandiera) | D     | Francisco Javier Garbayo |
|    | Spagna (bandiera) | C     | José Estiragués          |
|    | Spagna (bandiera) | C     | Aitor Muruamendiaraz     |
|    | Spagna (bandiera) | C     | Wilson Alfredo Jones     |

| N. |                   | Ruolo | Calciatore             |
| -- | ----------------- | ----- | ---------------------- |
|    | Spagna (bandiera) | C     | Manolín                |
|    | Spagna (bandiera) | C     | Víctor Rivas           |
|    | Spagna (bandiera) | C     | José Luis García Traid |
|    | Spagna (bandiera) | A     | Jesús Domingo          |
|    | Spagna (bandiera) | A     | Valentín Valdés        |
|    | Spagna (bandiera) | A     | Valero Serer           |
|    | Spagna (bandiera) | A     | Moreno                 |
|    | Spagna (bandiera) | A     | Joaquín Murillo        |
|    | Spagna (bandiera) | A     | Ramón Vila             |
|    | Spagna (bandiera) | A     | Julio Revuelta         |
|    | Spagna (bandiera) | A     | Manuel Lara            |